# Портрет мадам Сеннон
Портрет Мари Маркоз, более известный как Портрет Мадам де Сеннон (фр. Portrait de Madame de Senonnes) — картина, написанная в 1814 году Жаном-Огюстом-Домиником Энгром во время его пребывания в Риме. На полотне изображена Мари-Женевьева-Маргарита Маркоз, будущая виконтесса де Сеннон (1783—1828). Картина хранится в Музее изящных искусств в Нанте и считается жемчужиной его коллекции. Одно из немногих произведений Энгра, заслужившее единодушный восторженный отклик критики.

## Модель
Мари Маркоз родилась в купеческой семье из Изера. Её отец, Жозеф Маркоз, лионский купец, торговал тканями. 19 апреля 1802 года в Лионе Мари вышла замуж за Жана Таленсье. В этом браке родилась одна дочь Женевьева-Амелина (1803—1872). По делам своей торговли Таленсье с семьёй переехал в Рим, где его красавица-жена имела светский успех. Супруги Таленсье вскоре расстались и развелись, вероятно, в 1809 году.
Мари начала самостоятельную жизнь в Риме. Её принимали, вероятно только в итальянском обществе, она вращалась также в кругу художников и в 1810 году познакомилась с художником-дилетантом Александром де Ла Мотт-Бараке де Сенноном, младшим сыном маркиза Сеннона (1741—1794). Мари стала его любовницей. Поженились они в августе 1815 года, уже после того, как приехали в Париж. Союз Александра и Мари, из-за её происхождения и развода, не был признан семьёй Сеннон.
Долгое время считалось, что Мари родилась в Риме, в квартале Трастевере не имела никакого образования и была «подобрана» Сенноном чуть ли не на улице. На картине не изображен герб Сеннонов, и некоторое время она носила название «Трастеверинка» (фр. Trastévérine). В 1931 году Альфред Жерну в своей книге «Мадам де Сеннон», написанной по подлинным архивным документам, восстановил биографию модели.

## Провенанс
В 1814 году уже в течение четырех лет Мари — любовница де Ла Мотт-Бараке, известного в роялистских кругах как виконт Сеннон. Он поручил своему другу Энгру, который в то время находился в Риме и зарабатывал на жизнь, выполняя многочисленные заказы, написать портрет Мари. Долгое время исследователи спорили, написан ли он в 1814 или в 1816 году. После уточнения биографии модели и публикаций Монтобанского музея Энгра более вероятной датой создания признан 1814 год, когда Мари ещё не была виконтессой Сеннон.
После смерти мадам де Сеннон в 1828 году картина Энгра осталась у Александра де Сеннона. Преследуемый кредиторами, он переслал в 1831 году портрет своему старшему брату, маркизу Сеннону (1779—1851) в замок Сотре в Фене. Портрет мадам Сеннон, судя по описи имущества Пьера Сеннона, оставался там до 1851 года. Картина перешла по наследству его младшему сыну Арману де Ла Мотт-Бараке, виконту Сеннону, который хранил его в своём особняке в Анже. Сенноны ненавидели Мари и после её смерти: один из членов семьи разрезал её изображение кинжалом. Даже после мастерской реставрации остались следы повреждений на губе, подбородке и шее модели. 30 июля 1852 года Арман умер от туберкулеза, и его вдова, урождённая Аделаида Брюс, вероятно, желая уничтожить последние следы мезальянса, совершённого её родственником, избавилась от картины. Она продала её торговцу неоклассической живописью Боннену д’Анже за 120 франков и небольшой столик.
Открывателем портрета стал нантский художник Филибер Доре Граслен. В 1853 году он случайно увидел с улицы картину в лавке антиквара и рассказал о ней хранителю Музея изобразительных искусств Нанта, который и приобрёл портрет за 4000 франков. Картина стала самым популярным экспонатом музея и получила прозвище «королевы» его собрания.

## Композиция
В Музее Энгра в Монтобане сохранились подготовительные рисунки художника, по которым ясно, что первоначально он предполагал изобразить Мари в той же позе, что и Жюли Рекамье на известном портрете Давида. Однако впоследствии он всё-таки решил написать её сидящей на диване.
Тем не менее, несмотря на то, что поза модели весьма обыкновенна для портрета, само по себе произведение получилось новаторским. Художник сделал фоном картины висящее на стене большое зеркало, подчеркнув в его отражении контуры головы и плеч Мари. Верхняя часть полотна получилась скупой по цвету и контрастирует с нижней частью, полной роскошных живописных форм. Вероятно, костюм заказчицы был согласован с Энгром. Её гранатовое бархатное платье с декольте, задрапированным кисеёй, отделано серебристыми кружевами и лентами и оттеняет молодое прекрасное лицо. Его совершенный овал словно очерчен одним взмахом кисти. Жёлтый цвет диванных подушек художник дополнил белым цветом дорогой кашемировой шали. Колорит картины поражает своей рафинированностью, переливающимися редкостными оттенками. Художник моделировал все формы с высочайшей детальностью и искусностью, добиваясь иллюзорности воспроизведения изображения.
Справа за раму зеркала заложены визитные карточки — свидетельство светских успехов Мари. Считается, что одна из карточек, изображённых на портрете, принадлежит художнику Гро, который в то время жил в Риме. Поверх всех остальных располагается карточка самого Энгра, — не только его своеобразная подпись, но и знак уважения Мари Маркоз. По мнению Ханса Нефа, верхняя визитка, надпись на которой до сих пор не разгадана, принадлежит французскому пейзажисту Шовену, а нижняя карточка не Гро, а Гране. И Шовен, и Гране дружили с Энгром в его первый римский период. 
Огюст Ренуар считал портрет шедевром Энгра и восхищался его цветом: 
«Она [картина] как будто написана Тицианом. Но чтобы до конца почувствовать эту картину, надо отправиться в Нант; она не принадлежит к числу тех произведений Энгра, которые хорошо передаёт фотография, её обязательно надо видеть в оригинале».